# مشاعر إنسانية (فلم)
مشاعر إنسانية هو فيلم مصري من إنتاج سنة 1986، من بطولة صلاح ذو الفقار، وإلهام شاهين، ومن إخراج أحمد مجدي.

## طاقم التمثيل

### بطولة
- صلاح ذو الفقار
- إلهام شاهين
- عماد رشاد
- عبد الغني ناصر
- سلوي محمود

### بالإشتراك مع
- راوية صالح
- إبراهيم حسنين
- هدي كمال
- هدي عيسي
- نوال البطوطي
- هدي مصطفي
- عمرو محمد علي

## روابط خارجية
- مشاعر إنسانية في قاعدة بيانات الأفلام العربية